# 99 Luftballons
99 Luftballons (с нем. — «99 воздушных шариков») — песня немецкой группы Nena с их дебютного одноимённого альбома 1983 года. Помимо немецкого варианта была также выпущена песня «99 Red Balloons» с английским текстом, написанным автором Кевином Макали, получившая большую популярность в странах Европы и в Японии.

## Сюжет песни
В песне поётся о 99 воздушных шариках, которые по ошибке приняли за НЛО, из-за чего один генерал отправил на перехват 99 лётчиков-истребителей, «каждый из которых решителен, как капитан Кирк». Они расстреляли воздушные шарики. 99 запальчивых, словно «канистра с бензином», министров обороны других стран, не разобравшись в ситуации, решили взять власть в свои руки. Полёт безобидных шариков оборачивается 99-летней разрушительной войной, в которой не оказалось победителя. В конце песни рассказчик бродит среди руин и находит воздушный шарик.
Английский вариант несколько иной по смыслу. В нём поётся о красных воздушных шариках, которые вызвали панику среди гражданского населения и были восприняты системами раннего предупреждения как ракеты, что привело к ядерной войне.

## История создания
Во время концерта европейского тура 1982 года группы Rolling Stones в Западном Берлине гитарист группы Nena Карло Каргес увидел множество воздушных шариков, выпущенных в небо. Наблюдая за тем, как они, улетая вдаль к горизонту, словно приобрели форму необычного космического корабля, музыкант вообразил, что будет, если эти шарики перелетят через Берлинскую стену в Восточный Берлин.
По признанию членов группы, английская версия вышла слабой по содержанию. Композитор и клавишник группы Йорн-Уве Фаренкрог-Петерсен с сожалением констатировал: «Мы допустили в этом ошибку. Мне кажется, что при переводе песня что-то потеряла и начала звучать глупо».
Было выпущено два переиздания оригинальной немецкой версии: современная версия 2002 года, включённая в альбом Nena feat. Nena, и ретроверсия 2009 года, в которой отдельные строки были спеты на французском языке.

## Чарты
Американские и австралийские слушатели предпочитали оригинальную немецкую версию, ставшую очень популярной неанглоязычной песней и достигшую вершин хит-парадов. Так, она заняла первое место в хит-парадах Cashbox и Kent Music Report и второе в Billboard Hot 100. Сингл получил статус золотого от RIAA.
Английской версии также сопутствовал успех, песня достигла вершин хит-парадов Великобритании, Канады и Ирландии.

| Чарт (1983—1984)                   | Лучшая позиция |
| ---------------------------------- | -------------- |
| Australia (Kent Music Report)      | 1              |
| Австрия (Ö3 Austria Top 40)        | 1              |
| Бельгия/Фландрия (Ultratop 50)     | 1              |
| Europe (Eurochart Hot 100)         | 1              |
| Japan (Oricon International Chart) | 1              |
| Japan (Oricon Singles Chart)       | 16             |
| Нидерланды (Dutch Top 40)          | 1              |
| Нидерланды (Single Top 100)        | 1              |
| Новая Зеландия (Recorded Music NZ) | 1              |
| Норвегия (VG-lista)                | 4              |
| Spain (AFYVE)                      | 10             |
| Poland (LP3)                       | 23             |
| Швеция (Sverigetopplistan)         | 1              |
| Швейцария (Schweizer Hitparade)    | 1              |
| США (Billboard Hot 100)            | 2              |
| US Billboard Dance Club Play       | 22             |
| US Cash Box                        | 1              |
| ФРГ (GfK)                          | 1              |

| Чарт (1983)                       | Позиция |
| --------------------------------- | ------- |
| Austria (Ö3 Austria Top 40)       | 17      |
| Belgium (Ultratop 50 Flanders)    | 27      |
| Germany (Official German Charts)  | 2       |
| Netherlands (Dutch Top 40)        | 14      |
| Netherlands (Single Top 100)      | 5       |
| Switzerland (Schweizer Hitparade) | 6       |

| Чарт (1984)                   | Позиция |
| ----------------------------- | ------- |
| Australia (Kent Music Report) | 18      |
| Великобритания (Gallup Poll)  | 15      |
| France (IFOP)                 | 16      |
| US Billboard Hot 100          | 28      |
| US Cash Box                   | 31      |

| Чарт (1984)                     | Лучшая позиция |
| ------------------------------- | -------------- |
| Канада (RPM Top Singles)        | 1              |
| Ирландия (IRMA)                 | 1              |
| Великобритания (OCC UK Singles) | 1              |
| South Africa (Springbok Radio)  | 3              |

| Чарт (1984)              | Лучшая позиция |
| ------------------------ | -------------- |
| Canada Top Singles (RPM) | 13             |

| Чарт (2002)                                | Лучшая позиция |
| ------------------------------------------ | -------------- |
| Бельгия/Фландрия (Ultratip Bubbling Under) | 17             |
| Германия (GfK)                             | 28             |
| Netherlands (Single Top 100)               | 82             |
| Швейцария (Schweizer Hitparade)            | 77             |

## Сертификации

### Немецкая версия
| Регион | Сертификация | Продажи    |
| --- | ------------ | ---------- |
| Дания (IFPI Danmark) | Платиновый   | 90 000     |
| Франция (SNEP) | Золотой      | 500 000*   |
| Германия (BVMI) | Золотой      | 500 000^   |
| Нидерланды (NVPI) | Золотой      | 100 000^   |
| США (RIAA) | Золотой      | 1 000 000^ |
| * Данные о продажах приведены только на основе сертификации. · ^ Данные о тиражах приведены только на основе сертификации. · Данные о продажах + прослушиваниях приведены только на основе сертификации. |              |            |

### Английская версия
| Регион | Сертификация | Продажи  |
| --- | ------------ | -------- |
| Канада (Music Canada) | Платиновый   | 100 000^ |
| Великобритания (BPI) | Платиновый   | 600 000  |
| ^ Данные о тиражах приведены только на основе сертификации. · Данные о продажах + прослушиваниях приведены только на основе сертификации. |              |          |

## Каверы
Песня была исполнена несколькими музыкальными группами (кавер-версии).
Американская хардкор-панк-группа 7 Seconds исполнила кавер-версию песни в своём третьем альбоме Walk Together, Rock Together (1985).
Рок-группа Angry Salad выпустила свою версию песни в альбоме 1998 года Bizarre Gardening Accident. Эта версию также появилась в альбоме Angry Salad (1999).
Группа Goldfinger выпустила кавер, вошедший в альбом Stomping Ground (2000). Эта версия получила популярность благодаря фильму «Евротур», в котором она прозвучала.
Японская поп-певица Йоко Огиноме выпустила кавер к своему альбому Dear Pop Singer (2014).
Для фильма «Взрывная блондинка» (2017) сделала поп-эмбиент-кавер группа Kaleida, при этом в фильме использовалась и оригинальная версия песни.

## Использование
Песня использовалась в качестве музыкального сопровождения во множестве произведений.
Так, она звучит в следующих сериалах: «Это Англия 83», «Меня зовут Эрл», «Девочки Гилмор», «Клиника», «Симпсоны», «Любовь в Берлине», «Девчонки», «Королевы крика», «Германия-83», «Двенадцать обезьян», «Тьма», «Нормальные люди».
Песня встречалась в фильмах «Убийство в Гросс-Пойнте», «Ночи в стиле буги», «Певец на свадьбе», «Девушка моего лучшего друга», «Недетское кино», «Рот на замок!», «Хранители», «Евротур», «Господин Никто», «Грязь», «2016: Конец ночи», «Взрывная блондинка», «Гадкий я 3», «Бинго — король утреннего эфира», «Болезнь в воскресенье», «Маленькие секреты большой компании», «Мой шпион».
Использовалась в компьютерных играх Grand Theft Auto: Vice City, Grand Theft Auto: Vice City The Definitive Edition, Gran Turismo 3: A-Spec, Donkey Konga, Just Dance 2014 и Lazy Jones.